# Postulator
Postulator – osoba odpowiedzialna za przygotowanie i prowadzenie procesu beatyfikacyjnego Sługi Bożego. Według prawa kanonicznego,
postulatora ustanawia właściwy biskup diecezjalny, jednocześnie udzielając koniecznego pełnomocnictwa.
Głównym zadaniem postulatora jest zebranie informacji o życiu Sługi Bożego i opinii o jego świętości.